# Jakob Laurenz Custer
Pour les articles homonymes, voir Custer.
Jakob Laurenz Custer est un marchand et un botaniste suisse, né le 16 mars 1755 à Altstätten, dans le canton de Saint-Gall, et mort le 24 janvier 1828 à Rheineck (Saint-Gall).

## Biographie
Il est le fils d’un marchand de tissus, Hans Jakob (1724-1782). Il reçoit une formation commerciale à Genève et à Marseille. Il se marie en 1776 avec sa tante, veuve d’un propriétaire d’un commerce de tissus.
Il s’implique dans la vie politique suisse et est nommé gouverneur du Rheintal et député au grand conseil de Saint-Gall.